# Райка
Ра́йка (венг. Rajka, нем. Ragendorf) — община на северо-западе Венгрии, в составе медье Дьёр-Мошон-Шопрон.

## География

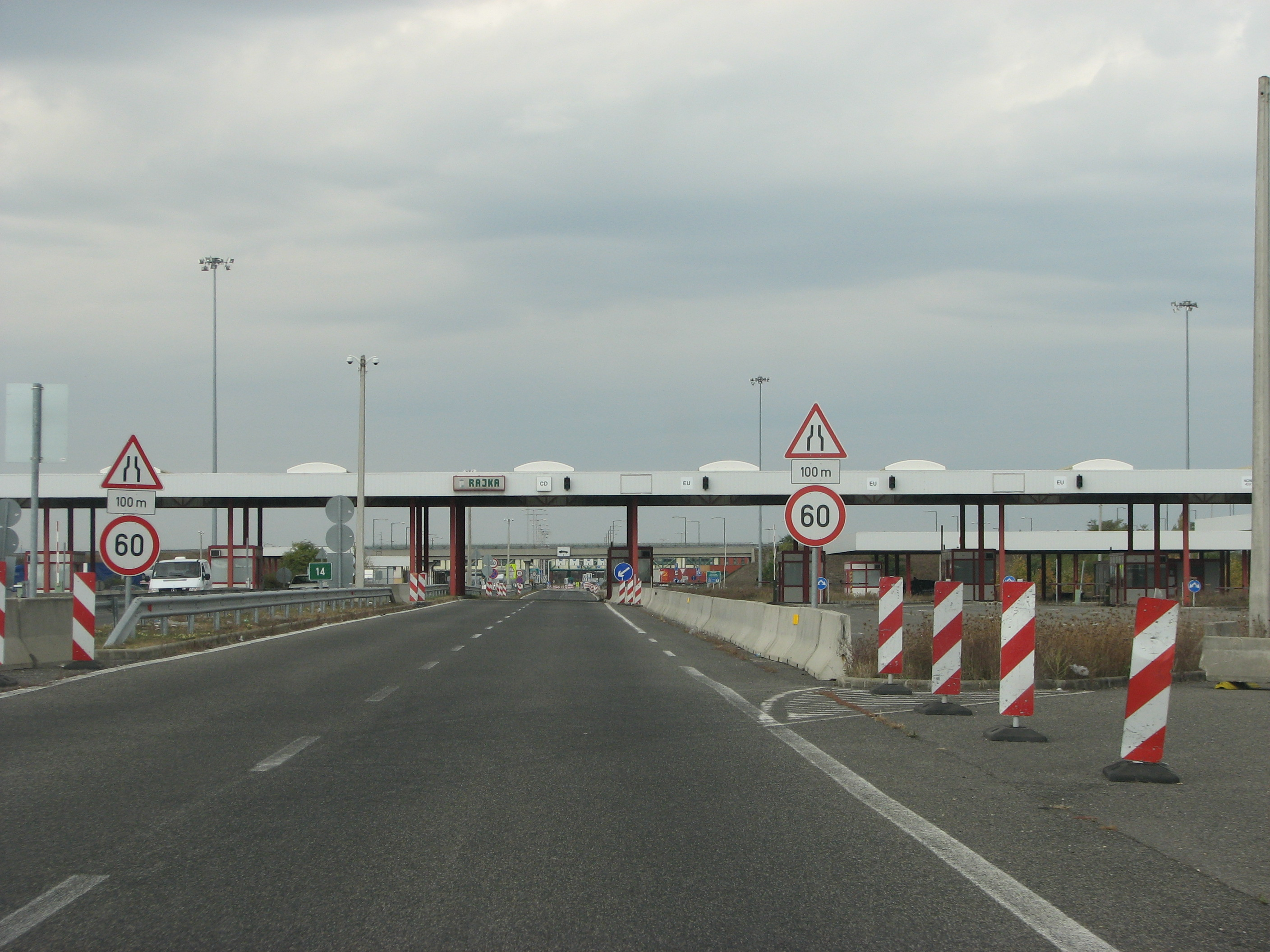
Бывший пропускной пункт.

Располагается на Малой Венгерской низменности, в 17 км к северо-западу от Мошонмадьяровара, около границы со Словакией и Австрией. Через деревню проходит на шоссе M15 (E65/E75).
Бывший венгерско-словацкий пограничный пункт расположен между Райкой и пригородом Братиславы Чуново. Он перестал использоваться в этом качестве с 21 декабря 2007 года, когда Венгрия и Словакия присоединились к Шенгенской зоне.

## История
Первое письменное упоминание (под названием Royka) датируется 1297 годом.
До 1923 года — центр уезда в комитате Мошон.
В 1910 году население составляло 1860 человек (960 венгров, 560 немцев и 260 словаков. Таким образом, большая часть населения была немецкоязычна. Схожей ситуация оставалась до 1944 года, когда была депортирована еврейская община. Весной 1946 года из Райки было перемещено большинство немецкого населения — 859 человек.

### XXI век
В связи с высокой ценой на землю в Братиславе и вокруг неё, после присоединения Венгрии и Словакии к Европейскому союзу в 2004 году словаки начали покупать более дешёвые земли в прилегающих районах Венгрии. Вследствие этого в Райке выросло словацкое меньшинство: в 2012 году около половины населения составляли этнические словаки.
В настоящее время Райка является фактическим пригородом Братиславы. Райка привлекает жителей Братиславы в первую очередь более низкой стоимостью жизни (особенно жилья). Кроме того, в Райке почти везде доступны два крупнейших словацких оператора мобильной связи («Orange», «T-Mobile Slovensko»), а также возможность просмотра словацких цифровых и аналоговых телепередач. В значительной мере решён и транспортный вопрос: автобус маршрута 801 курсирует между центром Райки и новым зданием Словацкого национального театра.

## Население
| Год  | Численность | Численность |
| ---- | ----------- | ----------- |
| 2013 | 2597        | [ 4 ]       |
| 2014 | 2572        | [ 5 ]       |
| 2021 | 5239        | [ 6 ]       |
| 2022 | 5244        | [ 7 ]       |
| 2023 | 5630        | [ 8 ]       |
| 2024 | 5588        | [ 1 ]       |

По данным переписи населения 2011 года общая численность населения составила 2758 человек, из которых были 1938 (70,3 %) назвали себя венграми, 535 (19,4 %) — словаками и 284 (10,3 %) — немцами.